# Interior al aire libre
Interior al aire libre es una pintura al óleo realizada por Ramon Casas en 1892 en Barcelona y que actualmente pertenece a la colección Carmen Thyssen-Bornemisza.
El pintor situó la escena en la parte posterior del domicilio familiar, situado en aquel momento en la calle Nou de sant Francesc, en el casco antiguo de Barcelona. En este mismo escenario había representado unos años atrás a su hermana Elisa. En esta ocasión el artista, que generalmente tanto en sus interiores como en las obras pintadas al aire libre solía incluir una sola figura, representó a su hermana Montserrat y su cuñado Eduardo Nieto, tomando café en una tranquila sobremesa. En el acierto de la composición se une un tratamiento excepcional de la luz y el color. Las gamas cromáticas están sabiamente armonizadas bajo el reflejo de la luz de la primera hora de la tarde, que resplandece al fondo del patio, mientras que las figuras quedan en la suave penumbra que proporcionan las persianas.